# قياس آثار الحوادث النووية

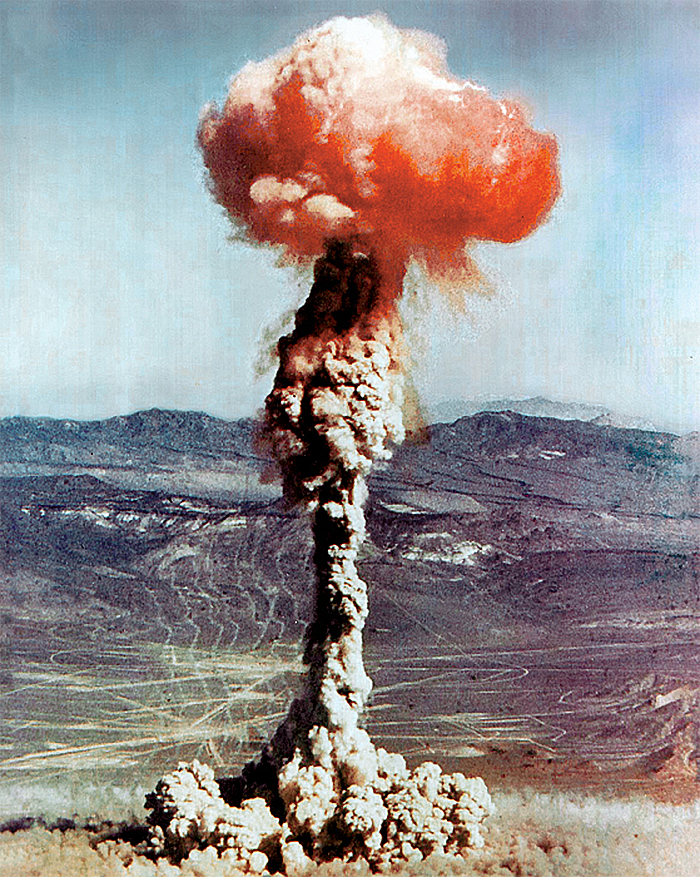
صورة انفجار قنبلة نووية في صحراء نيفادا

قياس آثار الحوادث النووية ويرمز له CRAC-II، وهو عبارة عن رمز حاسوبي، وهو عبارة عن تقرير تم إصداره في عام 1982 لنتائج المحاكاة التي أجرتها مختبرات سانديا الوطنية لهيئة التنظيم النووي الأمريكية.

## نبذة
يشار إلى التقرير أحيانًا باسم تقرير CRAC-II كونه برنامج كمبيوتر مستخدم لقياس الآثار، ولكن يُعرف التقرير أيضًا باسم دراسة مختبرات سانديا الوطنية 1982 أو NUREG/CR-2239. وتم إستبداله ببرنامج الكمبيوتر MACCS2 لقياس الإطلاق الإشعاعي.

## النتائج
حسبت عمليات محاكاة CRAC-II العواقب المحتملة لحادث سيء في ظروف سيئة تسمى "حادث فئة 9"، لعدد من محطات الطاقة النووية الأمريكية المختلفة. في دراسة موقع سانديا، تم قياس محطة إنديان بوينت للطاقة النووية ليكون لها أكبر العواقب المحتملة، حيث يقدر الحد الأقصى لعدد الضحايا المحتمل بحوالي 50000 حالة وفاة، و 150 الف إصابة، وتدمير الممتلكات بقيمة 274 مليار دولار إلى 314 مليار دولار (الأرقام في وقت التقرير في عام 1982).